# Valle de Hachita
El valle de Hachita es un pequeño valle del suroeste de Nuevo México, Estados Unidos. El valle se ubica al este del tacón de Nuevo México y limita con el estado de Chihuahua en México. El pueblo de Hachita se ubica en el noreste del valle, en donde la estatal 9 atraviesa de este a oeste el sur de Nuevo México. El gran y extenso valle de las Playas lo limita al oeste.

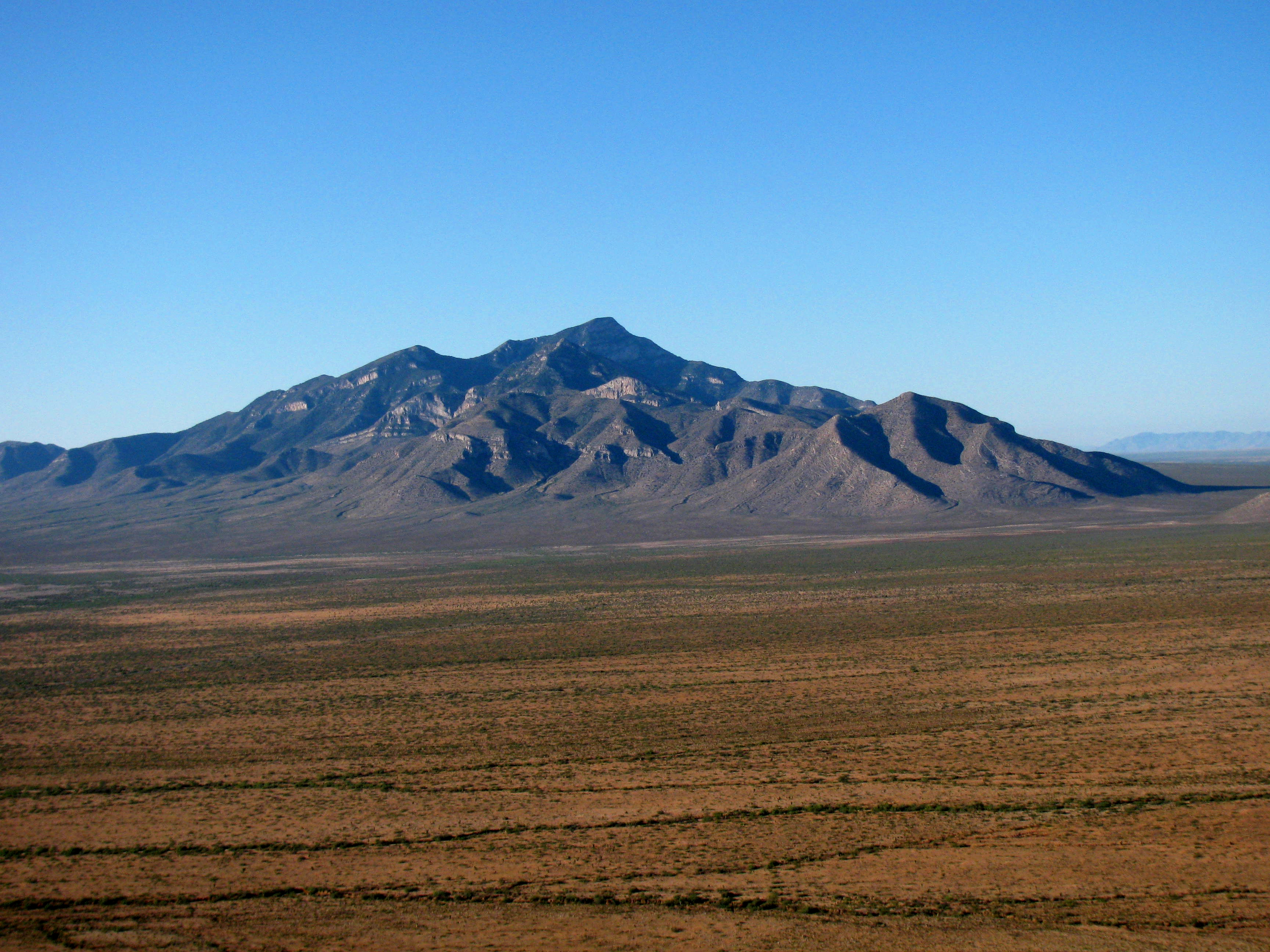
Valle de Hachita.

El valle de Hachita se ubica en el noroeste del desierto de Chihuahua, con el sur del valle dirigiéndose hacia la región sureste del norte de Chihuahua. El valle se forma por las sierras montañosas que lo rodean; al norte la pendiente es de bajada y se extiende hasta las faldas de las regiones montañosas más elevadas, que hacen transición con la divisoria continental de América.
El valle se encuentra en el condado de Hidalgo, pero el extremo norte del valle se encuentra en el condado de Grant.